# Myrha

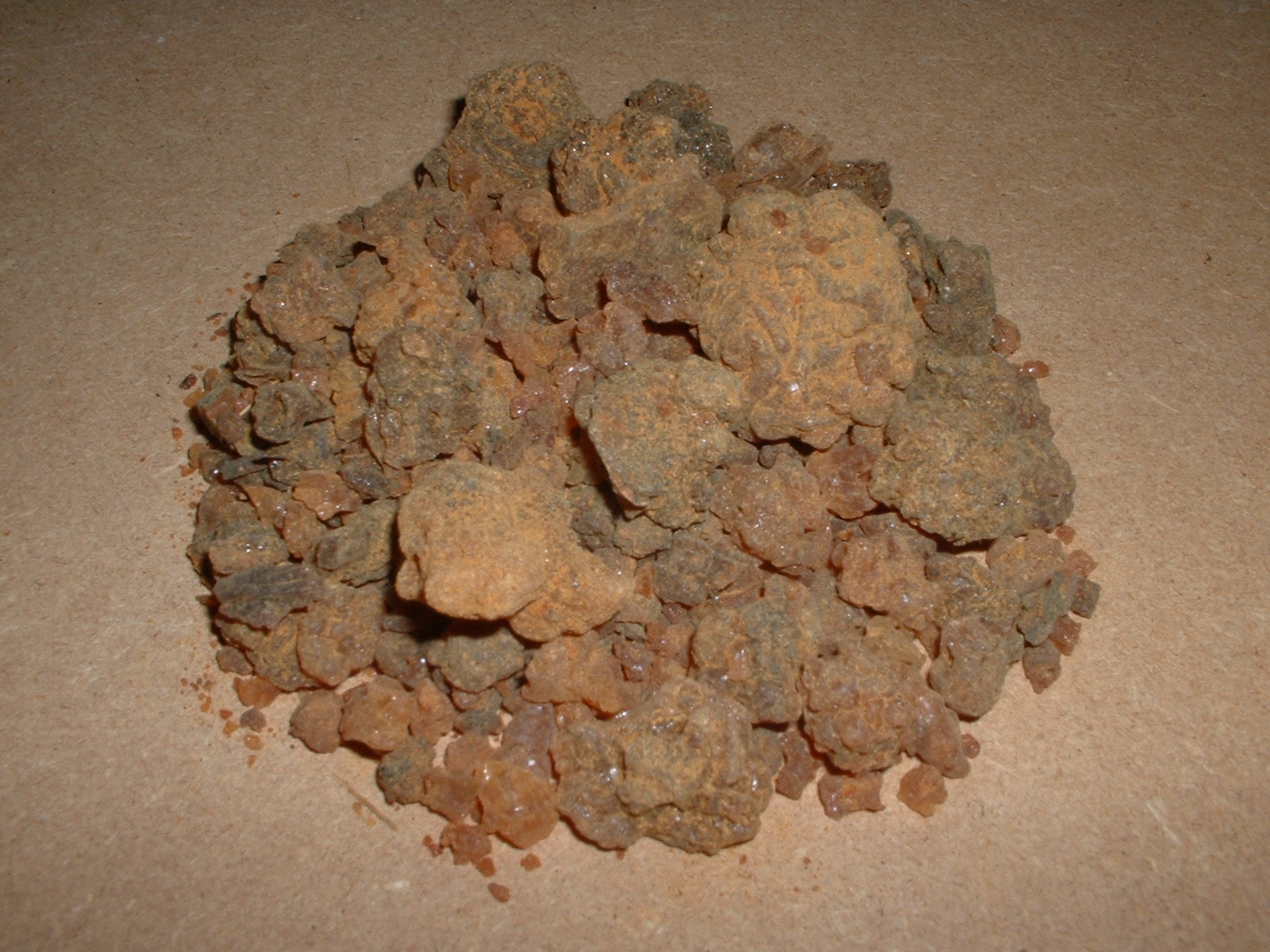
100 gramů myrhy

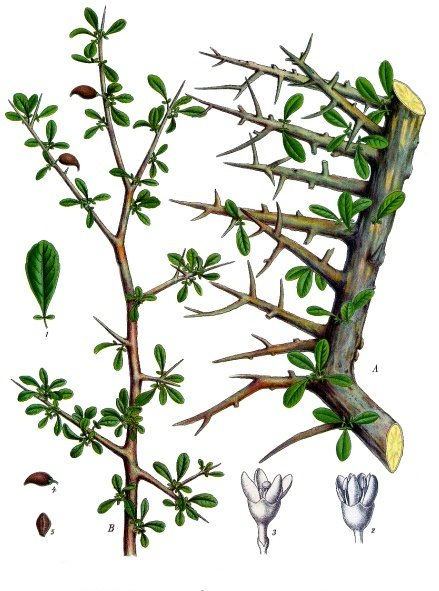
Myrha, Commiphora myrrha

Myrha je modrozelená olejo klejopryskyřice stromu myrhovníku (Commiphora). Pochází ze Somálska a východní části Etiopie. Jako myrha bývá označována i směs míz různých druhů stromů rodu Commiphora a Balsamodendron, zejména Commiphora erythraea (někdy nazývaná východní indická myrha), Commiphora opobalsamum a Balsamodendron kua. Výraz myrha je odvozen z hebrejského „murr“ nebo „maror“, tzn. „hořký“. Ze stromu myrhovníku pravého (Commiphora myrrha) pěstovaného v Somálsku a Etiopii se získává nejkvalitnější myrha s názvem „herabol“, z myrhovníku (Commiphora kafar) (=Commiphora erythraea) pěstovaného na Arabském poloostrově myrha „bisabol“.

## Použití
Myrha byla velmi ceněna ve starověku a její hodnota byla často větší než její váha ve zlatě. Ve starém Římě byla ceněna na pětinásobek ceny kadidla, které se později stalo známějším. Myrha byla pálena při starověkých římských pohřbech, aby zastřela zápach vznikající při pálení mrtvých. Říkalo se, že římský císař Nero spálil při pohřbu manželky Poppaey množství myrhy odpovídající roční spotřebě.
Kvalita klejopryskyřice se posuzuje podle jasnosti, tmavosti a lepivosti na čerstvém zlomu. Vůně surové klejopryskyřice je ostrá, příjemná, poněkud hořká a může být zhruba popsána jako „typicky pryskyřičná”. Kouř vznikající pálením je těžký, hořký, mírně fenolické vůně a může být zabarven nepatrnou vanilkovou sladkostí. Na rozdíl od většiny pryskyřic myrha při hoření expanduje a „kvete“, namísto aby tála.
Myrha byla používána jako balzamovací mast. Jako složka kadidla byla užívána do 15. století jako symbol pokání při pohřbech a kremacích.
Myrha je přidávána do některých mastí a léčivých přípravků, užívá se jako přísada v parfémech, zubních pastách, pleťových vodách a jiných moderních kosmetických přípravcích. V lidovém léčitelství se používá při zánětech dutiny ústní.

## Význam v mytologii

### Řecká mytologie
Myrrha byla v řecké mytologii dcerou kyperského krále Kinyra a jeho manželky Kenchréidy.

### Křesťanství
Myrha je zmíněna v bibli v evangeliu podle Matouše jako jeden ze tří darů, které přinesli mudrci (tři králové) narozenému Ježíšovi, což vypovídá o tom, jak cenná v té době byla.
Myrha je zmiňována v „Písni o svatých třech králích“:
| „                                | Když do Betléma přijeli, Ježíška v jeslích viděli. Král Kašpar zlato daroval, moc jeho tím slavnostně vyznal. Melichar mu kadidlo dal, jako Bohu mu poctu vzdal. Baltazar myrhu věnoval, smrt a pohřeb oznamoval. Ježíškovi se klaněli, Herodesovi ujeli. | “ |
| — C tři králové 99; Pastorace.cz | |   |